# Edmonds Főiskola
Az Edmonds Főiskola (korábban Edmonds Közösségi Főiskola) az USA Washington államának Lynnwood városában található felsőoktatási intézmény.
A kormányzó 2013-ban az igazgatótanács egyik tagjává John Jessop hallgatót nevezte ki. 1995. május 23-án a rektort lemondatták, mivel kenőpénzeket fogadott el; ezért később két év börtönbüntetésre ítélték.
2020 áprilisában az intézmény nevéből a „közösségi” jelzőt elhagyták.

## Lakhatási lehetőségek
Az intézmény első kollégiuma (Rainier Place) 2009-ben, a második (Triton Court) pedig 2020-ban nyílt meg. A Homestay Program keretében külföldi hallgatók amerikai családoknál élhetnek.

## Sport
Az Edmonds College Tritons a Northwest Athletic Conference Northern régiójában játszik; labdarúgó-, softball-, kosárlabda-, atlétikai és baseballcsapata is van.

## Nevezetes személyek
- Phil Zevenbergen, kosárlabdázó[13]
- Ryan Strieby, baseballozó[14]
- Tom Lampkin, baseballozó[15]
- Ty Taubenheim, baseballozó[16]

## Fordítás
- Ez a szócikk részben vagy egészben  az   Edmonds College című angol Wikipédia-szócikk ezen változatának fordításán alapul.  Az eredeti cikk szerkesztőit annak laptörténete sorolja fel. Ez a jelzés csupán a megfogalmazás eredetét és a szerzői jogokat jelzi, nem szolgál a cikkben szereplő információk forrásmegjelöléseként.